# 高橋和幸 (野球)
高橋 和幸（たかはし かずゆき、1977年4月27日 - ）は、埼玉県ふじみ野市出身の元プロ野球選手（外野手）。

## 来歴・人物
所沢商高では投手兼外野手として高校通算37本塁打を記録した。
1995年のドラフト5位で福岡ダイエーホークスに入団。投手としてドラフト指名されるも、入団後すぐに外野手に専念。
2002年にプロ入り7年目にして初めて一軍に昇格した。8月27日には一軍初出場を果たす。9月にはスタメン出場する機会も得て、シーズン最終戦であった10月12日の対近鉄戦では、延長11回裏に岡本晃からサヨナラ安打を放った。この年は21試合に出場し、打率.339のハイアベレージを叩き出した。
2003年は村松有人・ペドロ・バルデス・柴原洋ら外野陣が軒並み好調であり、なかなか出番が得られなかった。
20044年は4月21日の対オリックス戦で、1試合2本の三塁打を記録したことにより、JA全農Go・Go賞（好走塁賞）を受賞。また、5月5日の対日本ハム戦では、8回裏に立石尚行からプロ初本塁打となる決勝2ランを放ち、試合後にプロ入り後に初のヒーローインタビューに選ばれた。春先はこのような活躍もあったが、徐々に調子を落としていき、前年オフに西武を戦力外になった宮地克彦の活躍もあり、飛躍には至らなかった。
2005年は一軍未出場に終わり、9月30日に戦力外通告を受けた。現在は、福岡ソフトバンクホークスマーケティングの社員として勤務している。

## 詳細情報

### 年度別打撃成績
| 年 度     | 球 団     | 試 合 | 打 席 | 打 数 | 得 点 | 安 打 | 二 塁 打 | 三 塁 打 | 本 塁 打 | 塁 打 | 打 点 | 盗 塁 | 盗 塁 死 | 犠 打 | 犠 飛 | 四 球 | 敬 遠 | 死 球 | 三 振 | 併 殺 打 | 打 率 | 出 塁 率 | 長 打 率 | O P S |
| --------- | --------- | ----- | ----- | ----- | ----- | ----- | -------- | -------- | -------- | ----- | ----- | ----- | -------- | ----- | ----- | ----- | ----- | ----- | ----- | -------- | ----- | -------- | -------- | ----- |
| 2002      | ダイエー  | 21    | 60    | 56    | 7     | 19    | 4        | 0        | 0        | 23    | 5     | 1     | 2        | 0     | 0     | 3     | 0     | 1     | 9     | 1        | .339  | .383     | .411     | .794  |
| 2003      | ダイエー  | 26    | 73    | 70    | 11    | 18    | 1        | 1        | 0        | 21    | 3     | 0     | 1        | 1     | 0     | 2     | 0     | 0     | 11    | 1        | .257  | .278     | .300     | .578  |
| 2004      | ダイエー  | 41    | 111   | 102   | 16    | 23    | 1        | 4        | 1        | 35    | 11    | 0     | 2        | 2     | 1     | 6     | 0     | 0     | 24    | 5        | .225  | .266     | .343     | .609  |
| 通算：3年 | 通算：3年 | 88    | 244   | 228   | 34    | 60    | 6        | 5        | 1        | 79    | 19    | 1     | 5        | 3     | 1     | 11    | 0     | 1     | 44    | 7        | .263  | .299     | .346     | .645  |

### 表彰
- JA全農Go・Go賞（2004年4月：好走塁賞）

### 記録
- 初出場：2002年8月27日、対日本ハムファイターズ24回戦（北九州市民球場）、7回裏にペドロ・バルデスの代走で出場
- 初安打：2002年9月14日、対千葉ロッテマリーンズ26回戦（福岡ドーム）、8回裏に柴原洋の代打で出場、ネイサン・ミンチーから右前安打
- 初先発出場：2002年9月16日、対オリックス・ブルーウェーブ24回戦（福岡ドーム）、1番・右翼手として先発出場
- 初盗塁：2002年9月18日、対オリックス・ブルーウェーブ26回戦（福岡ドーム）、6回裏に二盗（投手：平井正史、捕手：日高剛）
- 初打点：2002年10月2日、対オリックス・ブルーウェーブ27回戦（グリーンスタジアム神戸）、2回表に北川智規から右翼へ適時二塁打
- 初本塁打：2004年5月5日、対北海道日本ハムファイターズ9回戦（福岡ドーム）、8回裏に立石尚行から右越決勝2ラン

### 背番号
- 68 （1996年 - 2003年）
- 0 （2004年 - 2005年）